# Liste der Kreisstraßen im Kreis Rendsburg-Eckernförde
Die Liste der Kreisstraßen im Kreis Rendsburg-Eckernförde ist eine Liste der Kreisstraßen im schleswig-holsteinischen Kreis Rendsburg-Eckernförde.

## Abkürzungen
- K: Kreisstraße
- L: Landesstraße

## Liste
Straßen und Straßenabschnitte, die unabhängig vom Grund (Herabstufung zu einer Gemeindestraße oder Höherstufung) keine Kreisstraßen mehr sind, werden kursiv dargestellt. Der Straßenverlauf wird in der Regel von Nord nach Süd und von West nach Ost angegeben.
| Nr.    | Verlauf |
| ------ | --- |
| K 1    | L 265 – Friedrichshof – Schütt am See – Schütt Ausbau – Neu Duvenstedt Nord – Alt Duvenstedt – K 99 (– Abzweig zur ) – K 69 – in Rendsburg                                                                    |
| K 2    | L 265 – Ahlefeld – Poggensiek – Bistensee – Holzbunge – – Sande – Bünsdorf – Bünsdorffeld – L 42 |
| K 3    | L 194 in Quarnbek – Melsdorf – K 4 – Kreisgrenze – (K 13 in Kiel) |
| K 4    | L 194 in Ottendorf – Melsdorf – K 3 – – K 93 |
| K 6    | K 32 – Mielkendorf – K 79 in Rammsee |
| K 8    | L 49 in Bordesholm – K 15 – Negenharrie – Kreisgrenze – (K 23 im Kreis Plön) |
| K 9    | K 11 in Krogaspe – Loop – K 71 – Kreisgrenze – (K 5 in Neumünster) |
| K 11   | L 121 in Nortorf – Schülp bei Nortorf – Timmaspe – K 46 – L 328 – Krogaspe – K 68 – K 9 – Kreisgrenze – (K 1 in Neumünster)                                                                                   |
| K 12   | (K 56 im Kreis Steinburg) – Kreisgrenze – Arpsdorf – Padenstedt – K 34 – Padenstedt-Kamp – Kreisgrenze – (K 2 in Neumünster)                                                                                  |
| K 14   | – Altenhof – Hofholz – Stratenbrook – Harfe – L 44 in Holtsee |
| K 15   | (K 14 in Kiel) – Kreisgrenze – Kleinflintbek – Flintbek – L 307 – Böhnhusen – Techelsdorf – Reesdorf – K 89 – L 49 – K 8 in Bordesholm                                                                        |
| K 16   | /L 44 in Sprenge – K 19 – K 22 – Stohl – K 18 – Strande – Kreisgrenze – (K 17 in Kiel) |
| K 18   | K 19 in Dänischenhagen – – K 16 – Strande |
| K 19   | K 16 in Sprenge – Rabendorf – Scharnhagen – Dänischenhagen – K 18 – Altenholz – L 254 (– Abzweig zur K 24) – Knoop – Gewerbegebiet Jagersberg – Kreisgrenze – (K 22 in Kiel)                                  |
| K 20   | L 125 in Luhnstedt – Nindorf – K 84 |
| K 21   | L 127 – K 82 in Todenbüttel |
| K 22   | L 45/L 285 – Krusendorf – Surendorf – L 45 – Hohenhain – Dänisch-Nienhof – K 48 – K 16 |
| K 24   | K 40 in Felm – Felmerholz – K 19 – – K 90 – Kreisgrenze – (K 27 in Kiel) – Kreisgrenze – Kronshagen – Kreisgrenze – (K 27 in Kiel)                                                                            |
| K 25   | / in Fockbek – Nübbel |
| K 26   | K 84 – Tappendorf – Rade bei Hohenwestedt – Mörel – K 81 |
| K 27I  | L 255 in Osterrönfeld – Rendsburg – Jevenstedt – K 43 – /L 328 |
| K 27II | / in Westerrönfeld – Schülp bei Rendsburg – K 43 – L 126 |
| K 29   | K 45 in Bokel – Bokel Bahnhof – Ellerdorf – K 45 in Nortorf |
| K 30   | K 75 in Schülldorf – Höbek – Haßmoor – Diekendorn – L 265 in Emkendorf |
| K 32   | K 93 in Schönwohld – Steinfurt – Ruhm – K 6 – Rodenbek – Rumohr – L 255 – Rotenhahn – L 318 |
| K 33   | in Oha – Sophienhamm – Bargstall – Westermühlen – L 39 – in Elsdorf |
| K 34   | – Ehndorf – K 37 – K 12 in Padenstedt |
| K 36   | L 255 in Deutsch-Nienhof – Blocksdorf – Tierpark Arche Warder – Warder – L 48 in Alt Mühlendorf |
| K 37   | K 34 – Kreisgrenze – (K 3 in Neumünster) |
| K 38   | K 82 in Todenbüttel – Osterstedt – Kreisgrenze – (K 51 im Kreis Steinburg) |
| K 39   | L 123 in Meezen – Kreisgrenze – (K 50 im Kreis Steinburg) |
| K 41   | L 265 in Emkendorf – Kleinvollstedt – Katenstedt – L 48 in Alt Mühlendorf |
| K 42   | K 52/K 86 in Brekendorf – L 265 |
| K 43   | K 27II in Schülp bei Rendsburg – K 27I in Jevenstedt |
| K 44   | – K 69 – Standortübungsplatz Hohn |
| K 45   | L 255 in Bokelholm – Bokel – K 29 – L 328 – Brammer – Thienbüttel – K 29 – L 45 in Nortorf |
| K 46   | L 121 in Gnutz – K 11 in Timmaspe |
| K 47   | L 47 in Rendsburg – L 126 |
| K 48   | K 22 in Dänisch-Nienhof – K 16 in Stohl |
| K 49   | L 44/L 45 in Osdorf – Felm – K 24 – Krück – L 254 in Dennhöft |
| K 50   | L 285 in Noer – Aukamp – L 45 in Osdorf |
| K 51   | L 265 – Damendorf – Groß Wittensee – K 78 – Klein Wittensee – |
| K 52   | (K 54 im Kreis Schleswig-Flensburg) – Kreisgrenze – Westerholz – K 42/K 86 in Brekendorf |
| K 53   | K 86 – Oberschoothorst – L 265 in Ascheffel |
| K 54   | (K 1 im Kreis Schleswig-Flensburg) – Kreisgrenze – Esprehm – K 86 |
| K 55   | – Götheby-Holm – Hummelfeld – Unterhütten – Oberhütten – L 265 |
| K 57   | – L 265 |
| K 58   | L 27 – Hummelweth – K 59 – Kleinrott – Loose – L 26 |
| K 59   | L 27 in Rieseby – Legeholz – Saxtorf – K 58 |
| K 60   | K 77 – Brammermoor – Maaslebenermühle – Frauenholz – Harzmoor – Blumenthal – Seeholz – Holzdorf – |
| K 61   | K 77 in Thumby – Börentwedt – – Vogelsang-Grünholz – Damp |
| K 62   | (K 62 im Kreis Schleswig-Flensburg) – Kreisgrenze – Karby – K 63 – Höxmark – Dingelby – Schönhagen |
| K 63   | (K 57 im Kreis Schleswig-Flensburg) – Kreisgrenze – Brodersby – Karby – K 62 – Dörphof – Schuby – Rohrüh – |
| K 66   | L 328 in Nienlanden – Nienkattbek – L 125 |
| K 67   | L 48 in Klein Nordsee – – Neunordsee – Bredenbek – L 47 – – Rolfshorn – Schornsteinkate – Schönhagen – Trentrade – Brux – L 255                                                                               |
| K 68   | K 11 in Krogaspe – Wasbek – |
| K 69   | K 44 – K 98 – Fockbek – Seemühlen – – K 1 in Rendsburg |
| K 71   | L 49 – Bordesholm – Hohenhorst – K 72 – Schönbek – K 9 |
| K 72   | L 49 – K 71 |
| K 74   | in Jahrsdorf – Kreisgrenze – (K 39 im Kreis Steinburg) |
| K 75   | L 255 in Osterrönfeld – K 76 – Schülldorf – K 30 – L 47 in Grellkamp |
| K 76   | L 47 in Schacht-Audorf – Osterrönfeld – K 75 – / |
| K 77   | (K 123 im Kreis Schleswig-Flensburg) – Kreisgrenze – Krähenberg – Köllnerfeld – Mühlenholz – Winnemark – Bocksrüde – Sensby – Thumby – K 61 – K 60 – Sieseby – Guckelsby – Kriesebyau – Krieseby – L 27/L 283 |
| K 78   | K 51 in Groß Wittensee – Hoheluft – Großgehege – L 42 in Haby |
| K 79   | (K 24 in Kiel) – Kreisgrenze – Schulensee – Rammsee – K 6 – L 318 |
| K 80   | K 84 in Hohenwestedt – /L 123 in Hohenwestedt |
| K 81   | L 125 in Oldenhütten – Heinkenborstel – K 84 – K 26 – L 121 in Aukrug |
| K 82   | L 128 in Seefeld – Beringstedt – K 85 – Todenbüttel – K 21 – K 38 – Nienborstel – in Barlohe |
| K 83   | L 27 in Rieseby – Norby – Bohnert – L 179/L 253 in Kosel |
| K 84   | – Wapelfeld – Hohenwestedt – – K 80 – K 26 – K 20 – K 81 in Heinkenborstel |
| K 85   | K 82 in Beringstedt – Kreisgrenze – (K 66 im Kreis Steinburg) |
| K 86   | in Fleckeby – K 54 – Börm – Wolfskrug – Saar – Lehmrade – K 53 – Brekendorf – K 52 – K 42 – – L 265 |
| K 88   | L 121 – Kreisgrenze – (K 67 im Kreis Steinburg) |
| K 89   | K 15 – Brügge, Mühlenberg |
| K 90   | L 46 – Werleberg – Neuwittenbek – Altwittenbek – K 24 |
| K 92   | L 44 in Revensdorf – Ruckforde – Schinkel – L 46 |
| K 93   | L 48/L 194 in Achterwehr – Schönwohld – K 32 – K 4 – Kreisgrenze – (K 28 in Kiel) |
| K 98   | K 69 in Fockbek – in Fockbek |
| K 99   | L 265 in Norby – Owschlag – K 1 in Alt Duvenstedt |